# بردگوری آلیکوه ۱ و ۲
بردگوری آلیکوه ۱ و ۲ در شهرستان اردل، روستای آلیکوه واقع شده و این اثر در تاریخ ۸ خرداد ۱۳۸۰ با شمارهٔ ثبت ۳۸۷۸ به‌عنوان یکی از آثار ملی ایران به ثبت رسیده است.